# Лунинецький район
Лунинецький район (біл. Лунінецкі раён) — адміністративно-територіальна одиниця у складі Берестейської області Білорусі. Адміністративний центр — місто Лунинець.
Етнічно ділиться на українську (південно-західну) та білоруську (північно-західну) частини, розмежування проходить по річках Цна та Прип'ять.

## Історія
До 1954 року район входив до складу Пинської області, після — до Берестейської. Під час Другої світової війни та післявоєнної української збройної боротьби проти радянської окупаційної влади район належав до Пинського надрайону («Степ») Берестейського окружного проводу ОУН.

## Адміністративно-територіальний устрій
Адміністративно-територіальний устрій району:
- Богдановська сільська рада
  - село Богдановка
- Бостинська сільська рада
  - село Бостинь
  - село Велута
  - село Вишні
  - хутір Замошшя
  - хутір Зановинське
  - село Люща
  - село Новосілки
- Вульківська сільська рада
  - село Бродниця
  - село Вулька-2
  - село Галий Бор
  - село Добра Воля
  - село Застенок
  - село Красна Воля
  - село Міжлісся
- Городоцька сільська рада
  - село Баби
  - село Дребськ
  - село Кожан-Городок
  - село Оборки
  - село Подморочне
  - село Цна
- Дворецька сільська рада
  - село Борки
  - село Витчин
  - село Дворець
  - село Дятли
  - село Лодино
  - село Любачин
  - село Любожерддя
  - село Озерниця
  - село Поле
  - село Ракитно
  - село Сосновка
  - село Средибор'я
  - село Яворово
  - село Яжевки
  - село Язвинки
- Дятловицька сільська рада
  - село Боровці
  - село Дятловичі
  - станція Станція Дятловичі
  - село Куповці
- Лахвенська сільська рада
  - село Барсуково
  - село Лахва
  - село Лаховка
  - село Любань
  - село Обруб
  - село Периново
- Лунинська сільська рада
  - село Вулька-1
  - село Дубовка
  - село Лобча
  - село Лунин
  - село Мелесниця
  - селище Поліський
- Редигеровська сільська рада
  - село Моносієво
  - село Редигерово
  - село Флерово
  - село Черебасово
- Синкевицька сільська рада
  - село Лутовень
  - село Мокрово
  - село Намокрово
  - село Острово
  - село Синкевичі
  - село Ситницький Двор
- Чучевицька сільська рада
  - село Великі Чучевичі
  - село Боровики
  - село Кормуж
  - село Луги
  - село Малі Чучевичі

## Населення
За переписом населення Білорусі 2009 року чисельність населення району становило 73 200 осіб.

### Національність
Розподіл населення за рідною національністю за даними перепису 2009 року:
| Національність                | Осіб  | Відсоток |
| ----------------------------- | ----- | -------- |
| білоруси                      | 70394 | 96,17 %  |
| росіяни                       | 1861  | 2,54 %   |
| українці                      | 577   | 0,79 %   |
| поляки                        | 118   | 0,16 %   |
| національність не вказана     | 48    | 0,07 %   |
| азербайджанці                 | 47    | 0,06 %   |
| вірмени                       | 27    | 0,04 %   |
| молдовани                     | 20    | 0,03 %   |
| литовці                       | 11    | 0,02 %   |
| німці                         | 11    | 0,02 %   |
| національність не повідомлена | 11    | 0,02 %   |
| татари                        | 10    | 0,01 %   |
| чуваші                        | 7     | 0,01 %   |
| дві та більше національності  | 7     | 0,01 %   |
| узбеки                        | 6     | 0,01 %   |
| мордва                        | 5     | 0,01 %   |
| євреї                         | 4     | 0,01 %   |
| грузини                       | 4     | 0,01 %   |
| латиші                        | 4     | 0,01 %   |
| казахи                        | 4     | 0,01 %   |
| таджики                       | 3     | 0,00 %   |
| болгари                       | 3     | 0,00 %   |
| удмурти                       | 3     | 0,00 %   |
| башкири                       | 2     | 0,00 %   |
| естонці                       | 2     | 0,00 %   |
| карели                        | 2     | 0,00 %   |
| фіни                          | 2     | 0,00 %   |
| туркмени                      | 1     | 0,00 %   |
| греки                         | 1     | 0,00 %   |
| марійці                       | 1     | 0,00 %   |
| аварці                        | 1     | 0,00 %   |
| комі-перм'яки                 | 1     | 0,00 %   |
| буряти                        | 1     | 0,00 %   |
| ненці                         | 1     | 0,00 %   |
| Разом                         | 73200 | 100 %    |